# Léonie Aviat
Léonie Aviat o, en religió, Sor Francesca de Sales (Sézanne, Xampanya-Ardenes, 16 de setembre de 1884 -Perusa, Úmbria, 10 de gener de 1914) va ser una religiosa francesa, fundadora de la congregació de les Germanes Oblates de Sant Francesc de Sales. Va ésser canonitzada per Joan Pau II el 2001.

## Biografia
Nascuda en una família acomodada de la Xampanya, va ser educada al monestir de les saleses de Troyes, on era superiora Marie de Sales Chappuis i director espiritual Louis Brisson. En acabar la formació, va voler quedar-s'hi i ingressar en l'Orde de la Visitació, però els superiors la van orientar envers l'Obra de Sant Francesc de Sales. Aquesta era una comunitat creada per la mare Chappuis i el pare Brisson per a ajudar materialment i espiritual els joves obrers que treballaven a Troyes, important centre de la indústria tèxtil. Per portar la casa, els fundadors havien pensat en alguna congregació femenina que seguís l'espiritualitat salesiana de l'Orde de la Visitació; van decidir que Léonie Aviat podria organitzar aquesta congregació.
Léonie Aviat entrà a l'Obra el 18 d'abril de 1866 i el 30 d'octubre de 1868 es feu religiosa, adoptant el nom de sor Francesca de Sales. L'11 d'octubre de 1871 va emetre, amb les seves companyes, els vots perpetus, començant la vida de la congregació de les Germanes Oblates de Sant Francesc de Sales. La mare Aviat va ésser-ne la primera superiora. Les Oblates van obrir pensionats i escoles en nombroses parròquies i aviat van començar a fer missions.
El 1903, arran de l'anticlericalisme que imperava a França, va marxar a Perusa, on va instal·lar la casa mare de la congregació. Hi morí el 10 de gener del 1914.

## Veneració
Pius XII la va declarar venerable, per l'heroicitat de les seves virtuts, el 9 d'abril del 1957. Joan Pau II la va declarar beata el 27 de setembre de 1992 i santa el 25 de novembre del 2001, al Vaticà. La seva festivitat es va fixar per al 10 de gener.